# 拉季希夫
51°9′28″N 24°5′36″E / 51.15778°N 24.09333°E
拉季希夫（烏克蘭語：Радехів），是烏克蘭的村落，位於該國西部沃倫州，由科韋利區負責管轄，始建於1510年，面積0.41平方公里，海拔高度191米，2001年該村落人口667。